# Fukazawa Masahiro
Masahiro Fukazawa (sinh ngày 12 tháng 7 năm 1978) là một cầu thủ bóng đá người Nhật Bản.

## Sự nghiệp câu lạc bộ
Masahiro Fukazawa đã từng chơi cho Yokohama F. Marinos và Albirex Niigata.